# Американский клювач
Американский клювач (лат. Mycteria americana) — крупная болотная птица семейства аистовых родом из Америки. Это единственный вид аистов, гнездящийся на территории США.

## Описание

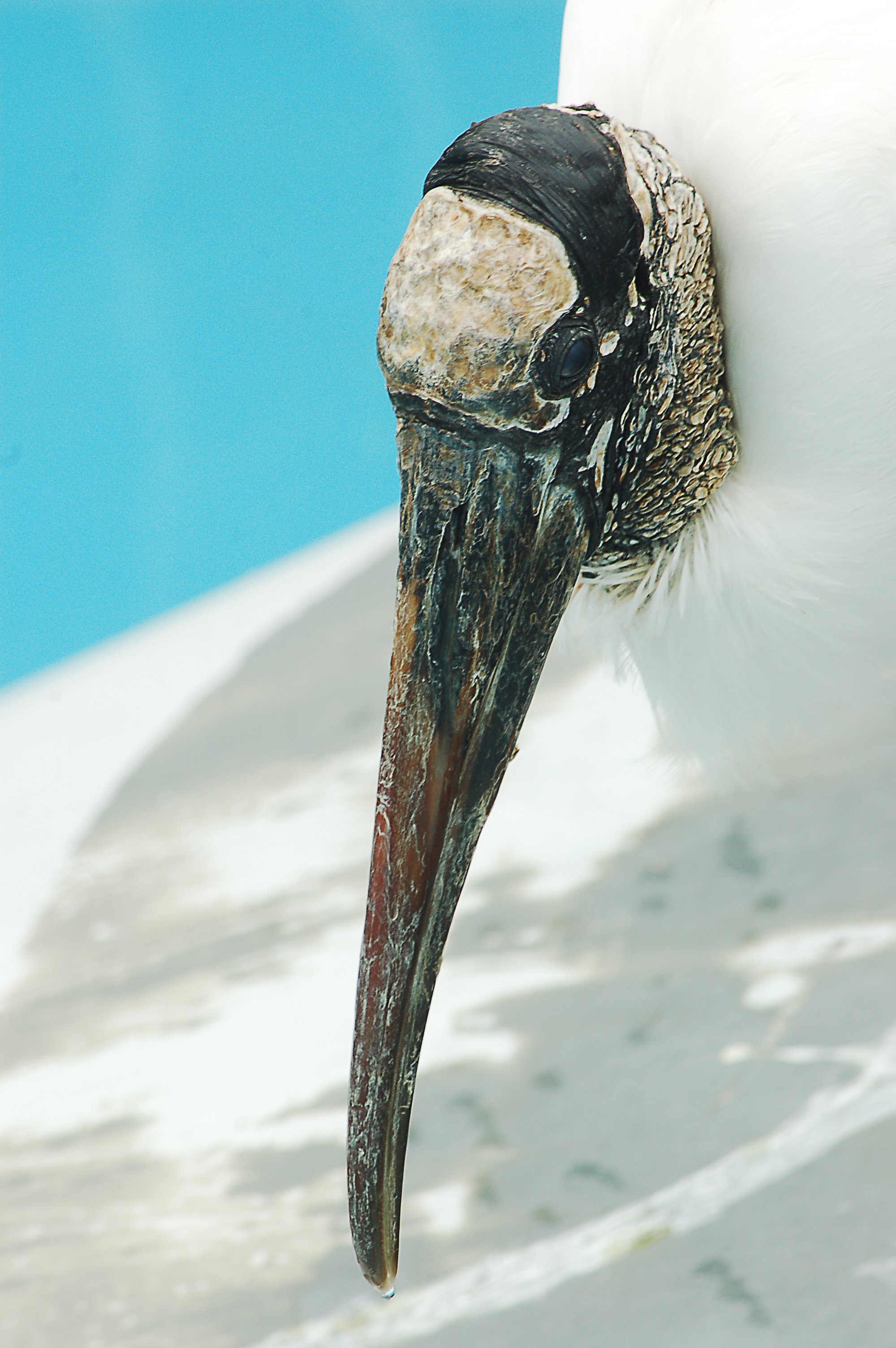
Клюв

Крупная и высокая болотная птица высотой 85—115 см и размахом крыльев свыше 150—175 см. Вес птицы 2050—2640 г. Оперение большей части тела белое, за исключением головы, хвоста и нижней части крыльев. Голова у взрослых птиц тёмно-серая или почти чёрная, плешивая; у молодых серовато-бурая. В хвосте и нижних частях крыльев имеется большое количество чёрных перьев, которые хорошо видны во время полёта . Клюв длинный (15-23 см), толстый, на конце загнут вниз, в основании чёрный и бледно-жёлтый в остальной части. Лапы длинные, тёмно-серые, на конце красновато-коричневые. Половой диморфизм не проявляется, то есть самки и самцы внешне друг от друга не отличаются.

## Распространение
Природный ареал этого вида ограничен тропическими и субтропическими районами Северной и Южной Америки, а также островов Карибского моря — северная граница зоны размножения проходит в юго-восточных штатах США — Южной Каролине, Джорджии и Флориде. В другое время американского клювача можно обнаружить в Северной Каролине, Миссисипи, Техасе и Алабаме. Южная граница ареала ограничена Северной Аргентиной.
Обитает американский клювач главным образом в прибрежной зоне отливов и приливов, болотах, мангровых зарослях и по берегам рек. Охотится он на мелководье, илистых берегах или заболоченной местности, как в пресной, так и солёной воде. Идеальным местом для гнёзд считаются деревья, окружённые водой.

## Размножение

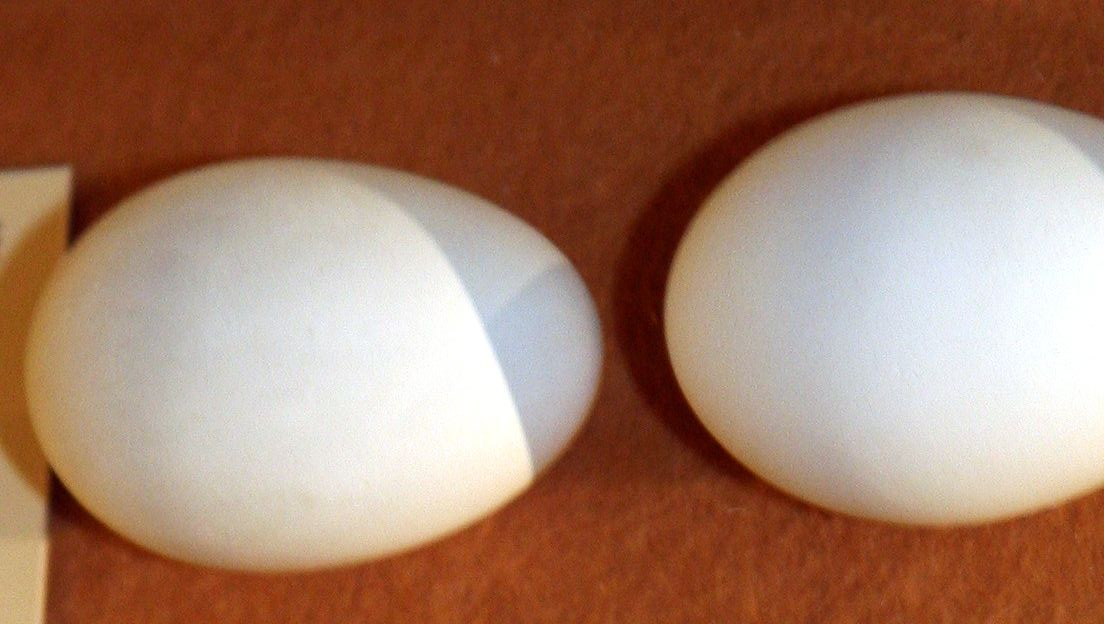
Яйца американского клювача

Американские клювачи моногамны. Пары часто создаются на всю жизнь  (по другим сведениям, пары создаются только на один сезон ) и возвращаются на то же самое гнездо несколько лет подряд, чтобы обзавестись потомством. Самец ухаживает за самкой, показывая ей место для будущего гнезда и издавая характерные звуки. Размножение происходит с декабря по апрель и зависит от района и уровня воды — в дождливый год оно начинается позже. Клювачи гнездятся большими или маленькими колониями, строя на одном дереве 5-25 гнёзд. Как самец, так и самка участвуют в строительстве гнезда. Гнездо строится поближе к вершине деревьев или кустарников, часто на высоте до 30 м. В качестве строительного материала используются сухие палочки, обвитые свежими веточками и листвой.
Самки откладывают 2-4 (обычно 3) кремового цвета яиц, с интервалом по одному каждый день-два. Насиживают оба родителя. Инкубационный период длится 28-32 дней, после чего появляются голые и беспомощные птенцы. Родители кормят по очереди, отрыгивая пищу прямо им в клюв, у недельных птенцов частота кормлений составляет до 15 раз за день. В жаркие дни они приносят в гнездо воду, таким образом охлаждая потомство. Если пищи недостаточно, птенцы начинают за неё бороться и выживают сильнейшие, чаще всего вылупившиеся первыми. Оперение появившихся птенцов заканчивается через 55-60 дней. Половая зрелость у молодых птиц наступает через 4 года.

## Образ жизни
Подобно родственным им американским грифам, американские клювачи являются парящими в небе птицами, которые используют восходящие потоки тёплого воздуха для удержания на высоте 300 м и выше над землёй. Полёт плавный с редкими взмахами крыльев, лапы при этом вытянуты далеко назад. В поисках пищи они способны путешествовать 24-64 км в день. При приземлении способны выполнять различные трюки, включающие в себя неожиданные повороты, кружения и погружение в воду. Ведут стайный образ жизни, собираясь в маленькие и большие группы. Гнёзда строят колониями, часто вместе с другими видами птиц.
Американский клювач считается очень тихой птицей, обычно безмолвной. Иногда можно услышать негромкое квакание, как у лягушки-быка (Rana catesbiana), или шипение, как у змеи.

## Питание
Рацион взрослых птиц состоит из мелкой рыбы, лягушек, змей, насекомых и водных беспозвоночных. Считается, что птица с весом в 2,5 кг съедает более полукилограмма рыбы в день. Охотятся клювачи на ощупь, стоя в воде на глубине 15—51 см и опустив неё раскрытый клюв на глубину 5—8 см. При прохождении жертвы мимо или дотрагивании до клюва быстро смыкают его. Орган зрения при охоте не столь важен, как осязание — своим клювом клювач способен распознать добычу. Скорость удара у американского клювача считается самым быстрым среди всех позвоночных животных — он занимает всего около 25-тысячной доли секунды. Недавно учёные выяснили, что это птица часто покидает своё ночное убежище, чтобы поохотиться во время ночного отлива. Это помогает им выдерживать конкуренцию с другими крупными болотными птицами, такими как большие белые цапли.

## Хищники
Самым большим врагом американских клювачей являются еноты, которые залезают в их гнёзда в поисках яиц или птенцов. Кроме того, для беспечных птиц представляют опасность американские аллигаторы.